# Revenu cadastral
 (décembre 2014).
Si vous disposez d'ouvrages ou d'articles de référence ou si vous connaissez des sites web de qualité traitant du thème abordé ici, merci de compléter l'article en donnant les références utiles à sa vérifiabilité et en les liant à la section « Notes et références ».
la valeur locative cadastrale, en vigueur en France
Le revenu cadastral (RC) est, en Belgique, le revenu fictif que produirait en un an la location d'un bien immobilier.  Il est défini par l'article 471, paragraphe 1er du code d'impôts sur les revenus. L'évaluation du revenu cadastral d'un bien est basée sur le marché de la location au 1er janvier 1975.

## Calcul
Le calcul du revenu cadastral est effectué par l'administration du Cadastre.
Le revenu cadastral (indexé) sert au calcul du précompte immobilier et permet de définir le revenu immobilier à mentionner dans la déclaration d'impôt des personnes physiques.

Il correspondrait à un revenu moyen normal net d'une année
Etant donné que la péréquation universelle (ou réévaluation) du revenu cadastral des biens immeubles n'a plus eu lieu depuis le 1er janvier 1975, la valeur du revenu cadastral est indexée depuis l'année 1992 au moyen d'un coefficient. Pour l'exercice d'imposition 2019, le coefficient d'indexation est de 1,8230.
Le cas échéant, en Belgique, le « revenu cadastral des biens immobiliers » (bâtis ou non bâtis) porte aussi sur le « matériel et l'outillage présentant le caractère d'immeuble par nature ou d'immeuble par destination ». Le matériel et l'outillage désignent ici « à l'exclusion des locaux, abris et des accessoires indispensables à ces derniers, tous appareils, machines et autres installations utiles à une exploitation industrielle commerciale ou artisanale ».  En Belgique, dans le cas de matériel et l'outillage présentant un caractère d'immeubles par destination, ils ne sont pris en considération que s'ils sont attachés au fonds à perpétuelle demeure ou s'ils sont affectés de manière permanente au service et à l'exploitation et qu'en raison de leur poids, de leurs dimensions, des modalités de leur installation ou de leur fonctionnement, ils sont destinés à être normalement utilisés en permanence à l'endroit où ils se trouvent ou à rester stationnaires pendant leur emploi.

## Comparaison
En Suisse, le revenu cadastral se nomme Impôt sur la valeur locative.
En France, le revenu cadastral se nomme Valeur locative cadastrale. C'est le « loyer annuel théorique que pourrait produire un immeuble bâti ou non bâti, s'il était loué dans des conditions normales ».  Elle est utilisée pour calculer les taxes perçues au profit des collectivités territoriales : taxe d'habitation, contribution économique territoriale (remplaçant l'ancienne « taxe professionnelle »), taxe foncière sur les propriétés bâties ou non bâties (c'est-à-dire les exploitations agricoles).